# Egzit 06
Egzit 06 je trajao od 6. do 9. jula 2006. godine. Pored muzike, na festivalu su promovisane kampanje protiv diskriminacije, za ukidanje viza, zapošljavanje i sl. Nastupilo je više od 600 izvođača na 26 bina, a broj posetilaca je iznosio oko 160.000. Kao i prethodne godine, došao je veliki broj stranaca među kojima se izdvajaju oni iz Velike Britanije i Nemačke.
Posetiocima je bilo omogućeno da prate polufunale i finale Svetskog prvenstva u fudbalu 2006. Britanski list „Obzerver“ je najavio Egzit kao najbolji festival na svetu koji treba posetiti u 2006. godini.
Za više informacija o samom festivalu, pogledajte članak Egzit.

## Izvođači i bine
|  |  | Izvođači | Scene |

## Spoljašnje veze
- Zvanični sajt festivala

## Istorija
|  | Istorija festivala2000 • 2001 • 2002 • 2003 • 2004 • 2005 • 2006 • 2007 • 2008 • 2009 • 2010 • 2011 • 2012 |